# Canton de Montbazens
Le canton de Montbazens est une ancienne division administrative française située dans le département de l'Aveyron et la région Midi-Pyrénées.

## Géographie
Ce canton était organisé autour de Montbazens dans l'arrondissement de Villefranche-de-Rouergue. Son altitude variait de 233 m (Peyrusse-le-Roc) à 664 m (Compolibat) pour une altitude moyenne de 477 m.

## Représentation

### Conseillers généraux de 1833 à 2015
| Période           | Période      | Identité                                          | Étiquette       | Qualité                                                                                             |
| ----------------- | ------------ | ------------------------------------------------- | --------------- | --------------------------------------------------------------------------------------------------- |
| 1833              | 1839         | Sylvestre Rouch                                   |                 | Juge de paix, maire de Vaureilles                                                                   |
| 1839              | 1846 (décès) | Louis-Henri Phalip (1798-1846)                    |                 | Avocat & juge suppléant près le tribunal de Villefranche Juge de paix                               |
| 1846              | 1848         | Guillaume Couderc                                 |                 | Maire de Privezac (1821-1868), conseiller d'arrondissement                                          |
| 1848              | 1852         | Marie Louis Blanc de Guizard                      |                 | Ancien préfet Chef de la Division des Beaux-Arts au Ministère de l'Intérieur Député (1834-1842)     |
| 1852              | 1870         | Léon Marcelin Joulia de Lassalle fils (1808-1885) |                 | Juge de paix, avocat, propriétaire, maire de Lugan, conseiller d'arrondissement                     |
| 1870              | 1883         | Urbain Austry                                     | Droite          | Maire de Montbazens (1865-1878)                                                                     |
| 1883              | 1894 (décès) | Ferdinand Mandagot                                | Républicain     | Maire de Montbazens (1878-1894)                                                                     |
| 1894              | 1896         | Auguste Boyer                                     | Républicain     | Maire de Montbazens (1894-1900)                                                                     |
| 1896              | 1900         | Émile Maruéjouls                                  | Gauche radicale | Journaliste et écrivain Député (1889-1908) Ministre (1898 et 1902-1905) Propriétaire à Sainte-Croix |
| 1900              | 1919         | Urbain Boyer                                      | Républicain     | Médecin - Maire de Montbazens (1900-1919)                                                           |
| 1919              | 1932         | Ferdinand Joseph Rivemalé (1874-1942)             | Conservateur    | Médecin à Montbazens                                                                                |
| 1932              | 1940         | Calixte Lafon                                     | Rad.            | Marchand de vin Maire de Montbazens (1919-1941 et 1944-1946)                                        |
|                   |              |                                                   |                 | |
| 1943              | 1945         | Urbain Rouzies                                    |                 | Conseiller municipal de Privezac Nommé conseiller départemental en 1943                             |
|                   |              |                                                   |                 | |
| 1945              | 1946 (décès) | Calixte Lafon (1866-1946)                         | SFIO            | Maire de Montbazens (1944-1946)                                                                     |
| Mai 1946          | 1949         | Marius Garric (1887-1973)                         | SFIO            | Instituteur en retraite Maire de Montbazens (1946-1971)                                             |
| 1949              | 1955 (décès) | Alphonse Lazuech                                  | DVD             | Négociant à Montbazens                                                                              |
| 11 septembre 1955 | 1992         | Louis Lazuech (frère du précédent)                | RI puis UDF     | Négociant à Montbazens Sénateur (1980-1989) Maire de Montbazens (1944)                              |
| 1992              | 1998         | Aimé Roux                                         | UDF             | Architecte à Montbazens                                                                             |
| 1998              | 2004         | Claude Catalan                                    | PS puis PG      | Enseignant, syndicaliste CGT Maire-adjoint de Montbazens, puis Maire de Montbazens (2008-2014)      |
| 2004              | 2015         | Gisèle Rigal                                      | UMP puis DVD    | Coiffeuse Maire de Drulhe (2001-2014)                                                               |

### Résultats électoraux détaillés
- Élections cantonales de 2004 : Gisèle Rigal (UMP) est élue au second tour avec 53,47 % des suffrages exprimés, devant Claude Catalan (PS) (46,53 %). Le taux de participation est de 81,8 % (4 494 votants sur 5 494 inscrits)[6].
- Élections cantonales de 2011 : Gisèle Rigal (Divers droite) est élue au premier tour avec 53,9 % des suffrages exprimés, devant Patrick Maviel (Divers gauche) (40,21 %) et Stéphane Herve (PCF) (4,09 %). Le taux de participation est de 73,99 % (1 479 votants sur 1 999 inscrits)[7].

### Conseillers d'arrondissement (de 1833 à 1940)
| Période                                  | Période | Identité                          | Étiquette   | Qualité |
| ---------------------------------------- | ------- | --------------------------------- | ----------- | --- |
| 1833                                     | 1846    | Guillaume Couderc                 |             | Maire de Privezac                                                                                           |
|                                          |         |                                   |             | |
| 1848                                     | 1852    | Léon Marcellin Joulia de Lassalle |             | Juge de paix à Montbazens, propriétaire à Lugan                                                             |
| 1852                                     | 1871    | Alexandre Gleyrose (1798-1878)    |             | Notaire, maire de Peyrusse (1840-1874)                                                                      |
| 1871                                     | 1883    | Théophile Teyssèdre de Lavernhe   |             | Propriétaire à Montbazens                                                                                   |
| 1883                                     | 1889    | Théophile Barnabé                 |             | Maire de Maleville de 1878 à 1903                                                                           |
| 1889                                     | 1910    | Auguste Joulié                    | Républicain | Maire de Lugan                                                                                              |
| 1910                                     | 1919    | Louis de Lavernhe                 |             | Maire de Lanuéjouls de 1908 à 1914                                                                          |
| 1919                                     | 1928    | Paul Phalip                       | Libéral     | Propriétaire au Baninet, maire de Maleville                                                                 |
| 1928                                     | 1940    | M. Viguier                        | URD         | Médecin à Lanuéjouls                                                                                        |
| 1940                                     |         |                                   |             | Les conseils d'arrondissement ont été suspendus par la loi du 12 octobre 1940 et n'ont jamais été réactivés |
| Les données manquantes sont à compléter. |         |                                   |             | |

## Composition
Le canton de Montbazens regroupait treize communes et comptait 6 457 habitants (recensement de 2006 population municipale).
| Communes        | Population (2012) | Code postal | Code Insee |
| --------------- | ----------------- | ----------- | ---------- |
| Brandonnet      | 312               | 12350       | 12034      |
| Compolibat      | 417               | 12350       | 12071      |
| Drulhe          | 400               | 12350       | 12091      |
| Galgan          | 347               | 12220       | 12108      |
| Lanuéjouls      | 701               | 12350       | 12121      |
| Lugan           | 324               | 12220       | 12134      |
| Maleville       | 928               | 12350       | 12136      |
| Montbazens      | 1 321             | 12220       | 12148      |
| Peyrusse-le-Roc | 204               | 12220       | 12181      |
| Privezac        | 317               | 12350       | 12191      |
| Roussennac      | 485               | 12220       | 12206      |
| Valzergues      | 217               | 12220       | 12289      |
| Vaureilles      | 484               | 12220       | 12290      |

## Démographie
| 1962  | 1968  | 1975  | 1982  | 1990  | 1999  | 2006  | 2011  | 2012  |
| ----- | ----- | ----- | ----- | ----- | ----- | ----- | ----- | ----- |
| 7 666 | 7 406 | 7 003 | 6 894 | 6 473 | 6 169 | 6 457 | 6 688 | 6 756 |